# Ökoinstitut Südtirol

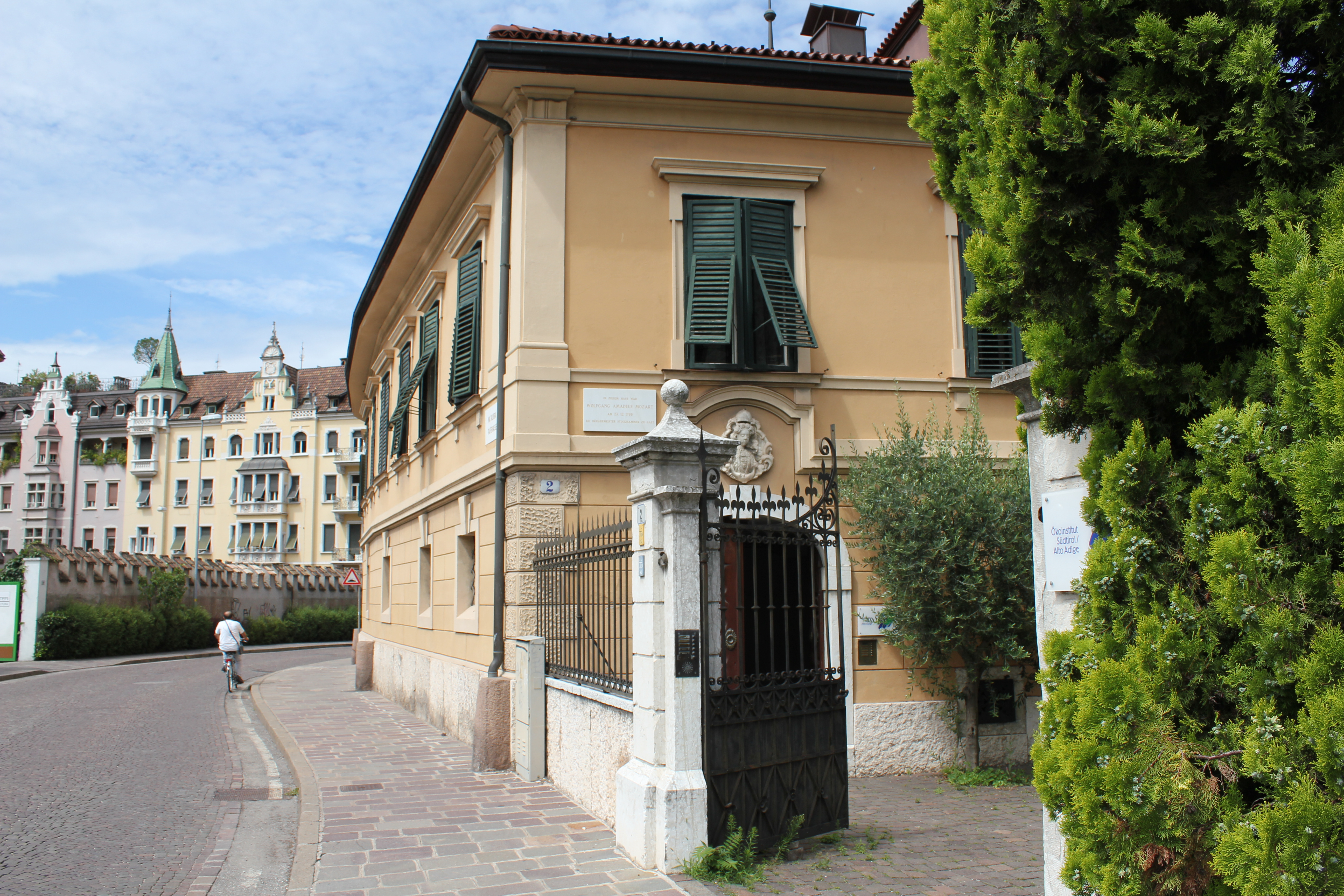
Sitz des Ökoinstituts Südtirol in Bozen

Das Ökoinstitut Südtirol/Alto Adige ist eine Genossenschaft zur Förderung einer nachhaltigen Entwicklung und ist auf nationaler und internationaler Ebene tätig. Es wurde 1989 unter anderem von Hans Glauber gegründet und hat seinen Sitz seither in Bozen. 

## Tätigkeitsfelder und Projekte
Das Ökoinstitut Südtirol/Alto Adige betreut Projekte auf lokaler sowie auch auf internationaler Ebene und ist daneben für öffentliche und private Einrichtungen beratend tätig. Die Tätigkeitsfelder erstrecken sich von der Beratung in Fragen der Mobilität und Klima und Energie über die Organisation von Maßnahmen zur Bewusstseinsbildung. 
In folgenden Bereichen ist das Ökoinstitut tätig:  
- Umweltbildung
- Energie und Klimaschutz
- Mobilität
- Nachhaltiger Lebensstil
- Zukunftsfähige Wirtschaft

## Publikationen
- Ökoinstitut Südtirol (Hrsg.): Hans Glauber. Utopie des Konkreten. Raetia Verlag, Bozen 2011, ISBN 978-88-7283-400-8